# Eduardo Airaldi Rivarola
Eduardo Airaldi Rivarola (ur. 11 stycznia 1922 w Puerto del Callao – zm. 5 marca 1992) – peruwiański koszykarz, trener, sędzia międzynarodowy i działacz sportowy. Członek FIBA Hall of Fame. Został odznaczony Orderem Olimpijskim, a także Laureles Deportivos del Perú, najwyższym odznaczeniem sportowym przyznawanym peruwiańskim sportowcom.
W czasie kariery zawodniczej był reprezentantem kraju. Wraz z reprezentacją Peru brał udział między innymi w mistrzostwach Ameryki Południowej w koszykówce mężczyzn w 1943 roku.
Po zakończeniu kariery zawodniczej został trenerem, prowadząc peruwiańskie kluby występujące w tamtejszej lidze. Ponadto był również sędzią koszykarskim. W 1950 roku sędziował spotkania rozgrywane w ramach mistrzostw świata, a cztery lata później był sędzią podczas meczu finałowego tej imprezy.
Eduardo Airaldi Rivarola był również działaczem sportowym. Pełnił wiele różnych funkcji w Peruwiańskim Związku Koszykówki – był sekretarzem, prezydentem komisji technicznej, a także prezydentem tej organizacji. Był także członkiem Peruwiańskiego Komitetu Olimpijskiego. W latach 1975–1992, jako pierwszy w historii, pełnił funkcję sekretarza generalnego organizacji FIBA Ameryka. Był również członkiem Międzynarodowej Federacji Koszykówki.
1 marca 2007 roku został członkiem FIBA Hall of Fame.